# Ani
Ani (arménsky Անի, řecky Ἄνιον, latinsky Abnicum, gruzínsky ანისი, turecky Ani) bylo starověké arménské město. Pozůstatky města jsou dnes archeologickou lokalitou a leží v turecké provincii Kars nedaleko hranic s Arménií. Díky své výjimečnosti bylo v roce 2016 zapsáno na seznam světového kulturního dědictví UNESCO.

## Historie

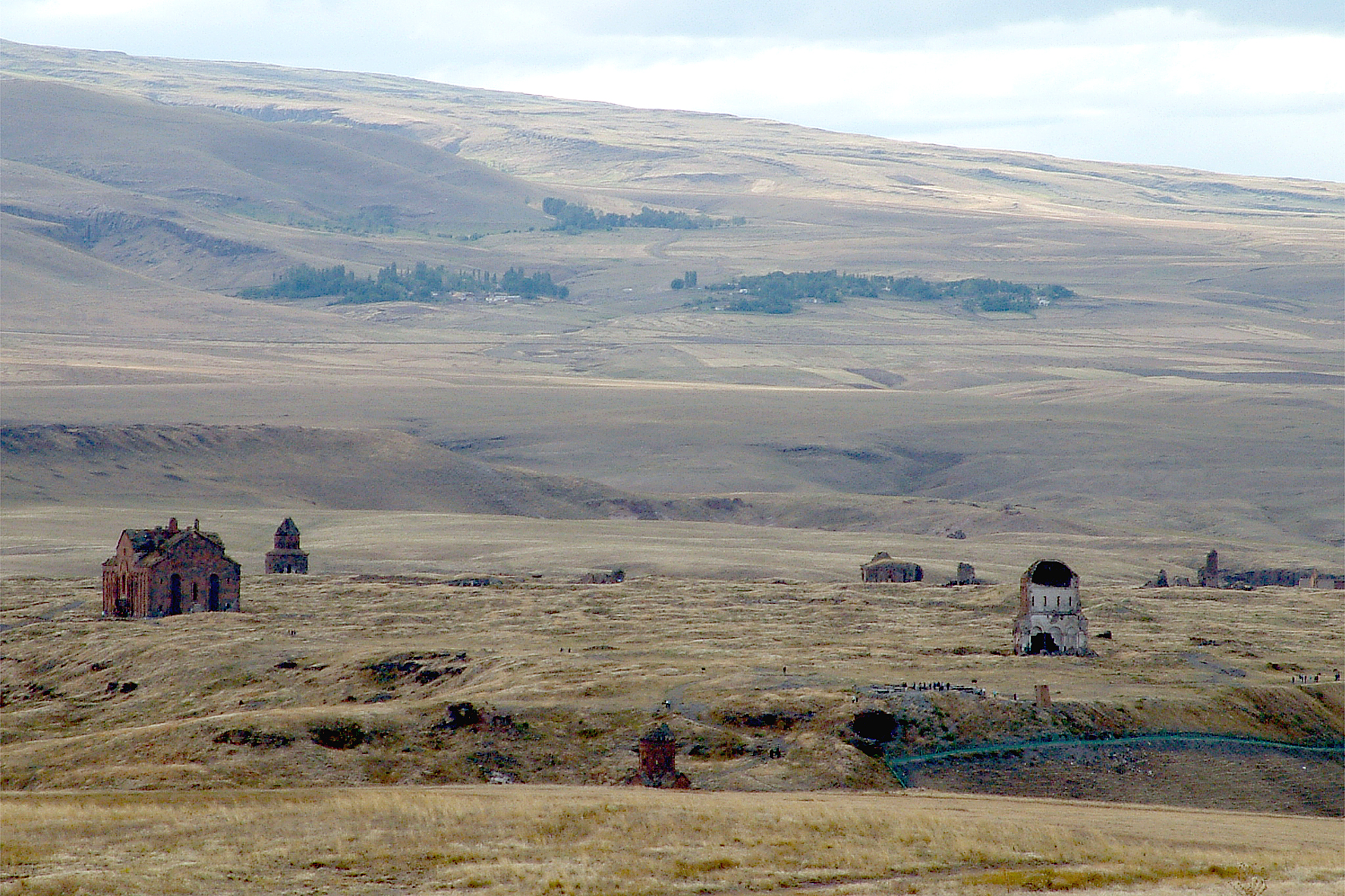
Pohled na část Ani z Arménie

V letech 961 až 1045 bylo město hlavním městem Bagratovského arménského království, které zahrnovalo většinu dnešní Arménie a východní část dnešního Turecka. Město se rozkládalo na trojúhelníkové přirozeně chráněné planině, kterou chrání na východní straně údolí řeky Achurjan, která zde tvoří hranici mezi Tureckem a Arménií. Bylo nazýváno "městem 1001 kostelů" a leželo na křižovatce několika obchodních cest. Jeho kostely, paláce či opevnění byly ve své době na vysoké úrovni, ať už z hlediska technického či uměleckého. V dobách největší slávy v městě žilo 100–200 tisíc obyvatel a město tak soupeřilo s Konstantinopolí, Bagdádem či Damaškem. Město bylo několikrát dobyto a vypleněno, postupně ztrácelo svůj význam. Zcela opuštěno bylo v 18. století.

### Nejviditelnější pozůstatky Ani
- pozůstatky hradeb na severní straně města
- katedrála (Surp Asdvadzadzin) – největší samostatná stavba areálu (30 metrů dlouhá, 20 metrů vysoká) dokončená začátkem 11. století pod dohledem architekta Trdata. Byla sídelním kostelem patriarchátu arménské církve. Byla postavena jako bazilika s kupolí (kupole se zřítila při zemětřesení v roce 1319), některé její architektonické prvky (včetně objemu samotného) předznamenávají pozdější gotiku.
- kostel Spasitele – údajně vznikl proto, aby chránil část Kristova kříže dovezeného sem z Konstantinopole. Zachována je polovina stavby, když druhá byla zničena při bouři v 50. letech 20. století.
- kostel sv. Řehoře (Tigran Honentz) – postaven v roce 1215. Je nejlépe dochovanou památkou v Ani. Je bohatě zdoben zejména v exteriéru.
- mešita Menüçehir Camii z konce 11. století, z doby nadvlády Seldžuckých Turků. Nejzachovalejší částí je minaret.
- kostel sv. Jiří (Abughamrentz) – malý kostelík ve tvaru rotundy z konce 10. století.